# Адеканье, Бобби
Омоболажи Хабииб (Бобби) Адеканье (нидерл. Omobolaji Habeeb "Bobby" Adekanye; род. 14 февраля 1999, Ибадан) — нидерландский футболист, нападающий турецкого клуба «Амед».

## Клубная карьера
Адеканье — воспитанник клубов «Алфия», «Аякс», ПСВ, а также испанской «Барселоны» и английского «Ливерпуля». В составе последнего он не смог выиграть конкуренцию за место в основе, выступая за молодёжную и дублирующую команду. Летом 2019 года подписал контракт с итальянским «Лацио». 19 сентября в поединке Лиги Европы против румынского ЧФР Бобби дебютировал за основной состав. 29 сентября в матче против «Дженоа» он дебютировал в итальянской Серии A. 2 февраля 2020 года в поединке против СПАЛа забил свой первый гол за «Лацио». В составе клуба он стал обладателем Суперкубка Италии.
В 2020 году был арендован испанским «Кадисом». 28 ноября в матче против «Эльче» он дебютировал в Ла Лиге.
В начале 2021 года на правах аренды вернулся в Нидерланды, став игроком АДО Ден Хааг. 31 января в матче против роттердамской «Спарты» он дебютировал в Эредивизи. 13 февраля в поединке против ПСВ забил свой первый гол за АДО Ден Хааг. По окончании аренды Адеканье вернулся в «Лацио».
В январе 2025 года перешёл в турецкий «Амед». 18 января дебютировал в первой лиги Турции в матче против «Фатих Карагюмрюка», выйдя на замену вместо Макса Граделя на 7-й минуте.

## Достижения
Командные
 «Лацио»
- Обладатель Суперкубка Италии — 2019